# Jaroslav Rudiš
Jaroslav Rudiš (Turnov, 1972. június 8. –) cseh író, forgatókönyvíró és újságíró.

## Életpálya
Német nyelvet, történelmet és újságírást (más forrás szerint földrajzot) tanult számos felsőoktatási intézményben (Liberec, Prága, Zürich, Berlin), majd több munkakörben (így pl. újságíróként és egy punkegyüttes menedzsereként) is dolgozott. A költő és író Igor Malijevskývel a prágai Archa Színházban rendszeresen szerveznek irodalmi-zenés kabarét, EKG címmel. A Kafka Band nevű zenekar tagja. Néha fellép az U-Bahn zenekarral.
Első regénye, a Nebe pod Berlínem (Berlin alatt az ég, 2002) tette ismertté, amellyel elnyerte a Jiří Orten-díjat.
Alois Nebel című képregény-trilógiáját (2003–2005) Jaromír Švejdík illusztrálta. Az képregényekből, 2011-ben animációs film készült.
A germanista Tomáš Dimterrel közösen állították össze a kortárs német próza antológiáját (Německá čítanka. Gutenbergova čítanka současné německé prózy, Labyrint, Gutenberg, 2005).

## Munkássága

### Regények[6]
- Nebe pod Berlínem (Berlin alatt az ég, Labyrint, 2002) – megkapta a Jiří Orten-díjat. Fordítás: német (2004), szerb (2004), lengyel (2007), fehérorosz (2008), svéd (2010), olasz (2010)
- Grandhotel, (Labyrint, 2006) – regény, Magnesia Litera díj. Fordítás: német (2008), szerb (2009), lengyel (2011)
- Potichu (Labyrint, 2007) – regény. Fordítás: német (2012)
- Konec punku v Helsinkách (Labyrint, 2010) – regény. Fordítások: finn (2012), francia (2012), lengyel (2013), ukrán (2013), német (2014), holland (2016)
- Národní třída (Labyrint, 2013) – kisregény. Fordítás: német (2016), lengyel (2016), spanyol (2016), francia (2016), magyar (2017, Nemzeti sugárút, Typotex, fordította: Peťovská Flóra)[7]

### Képregények[6]
- Alois Nebel – képregény-trilógia. Fordítás: lengyel (2008), német (2012), francia (2013)
  - Bílý potok (Labyrint, 2003) – angol fordítását Anna Lordan készítette: Bílý Potok – A Story from the Borderlands (Labyrint, 2005)
  - Hlavní nádraží (Labyrint, 2004)
  - Zlaté Hory (Labyrint, 2005)
- Alois Nebel: Na trati (Labyrint, 2008) – rövid képsorok, Jaromír 99 illusztrálta, eredetileg a Reflex és a Respekt folyóiratban jelentek meg. Fordítás: német (2013)

### Elbeszélések
- Jaroslav Rudiš elbeszélései az alábbi kötetekben jelentek meg: Co z tebe bude (2007), Tos přehnal, miláčku (2009), Povídky o mužích (2010)
- A Pankáči na Baltu című elbeszélése a Respekt folyóiratban jelent meg (Respekt 21, 32/2010, 9. srpna 2010: 42–45)

### Színdarabok[6]
- Alois Nebel – bemutató: Činoherní studio, Ústí nad Labem (2005) // Gerhart-Hauptmann-Theater Görlitz-Zittau (2016)
- Léto v Laponsku – bemutató: Slovácké divadlo, Uherské Hradiště (2006) – társszerző: Petr Pýcha, megjelent: Labyrint, 2006[8]
- Strange Love – bemutató: Činoherní studio, Ústí nad Labem (2007) – társszerző: Petr Pýcha
- Exit 89 – bemutató: Divadlo Archa, Prága (2008) – társszerző: Martin Becker
- Národní třída // Nationalstraße – bemutató: Divadlo Feste, Brünn (2012) // Theater Bremen (2017)
- Das Schloss – bemutató: Theater Bremen (2015)
- Čekání na konec světa – bemutató: Divadlo Feste, Brünn (2016)
- Lidojedi – bemutató: Činoherní studio, Ústí nad Labem (2017) – társszerző: Petr Pýcha

### Forgatókönyvek[6]
- Grandhotel – azonos című regénye alapján, társszerző: Pavel Jech, rendező: David Ondříček (2006)
- Alois Nebel – azonos című képregénye alapján, társszerző: Jaromír 99, rendező: Tomáš Luňák, a főszerepben Miroslav Krobot (2011)
- Semtex Blues – társszerző: Martin Behnke (2012)
- Schützenfest – társszerző: Martin Behnke (2015)
- Taxi nach Stockholm – társszerző: Martin Behnke, rendező: Philipp Döring (2016)
- Der Prag-Krimi. Koller – Tod in der Moldau – társszerző: Martin Behnke, rendező: Nicolai Rohde (2016)
- Národní třída – azonos című kisregénye alapján, társszerző: Štěpán Altrichter, rendező: Štěpán Altrichter (2016)

### Rádiójátékok[6]
- Léto v Laponsku (2006) – társszerző: Petr Pýcha
- Alois Nebel: Bílý Potok (2006)
- Alois Nebel: Der Zug der Erinnerung 1932/1938 (2007)
- Strange Love (2008) – társszerző: Petr Pýcha
- Trainstory (2008) – társszerző: Alex Švamberk
- Lost in Praha (2008) – társszerző: Martin Becker
- Salcburský guláš (2009) – társszerző: Petr Pýcha
- Café Cantona (2009)
- Srdcohoří // Herzgebirge (2009)
- Lidojedi (2011) – társszerző: Petr Pýcha
- Plattenbaucowboys (2011) – társszerző: Martin Becker
- Stillstand. Zimní cesta na konec světa // Auf nach Stillstand! Eine Reise ins Altvatergebirge (2014) – társszerző: Martin Becker
- Der Besuch von Herrn Horváth (2014)
- Podletí (2015) – társszerző: Petr Pýcha

### Hangoskönyvek[6]
- Nebe pod Berlínem – felolvassa: Jaroslav Rudiš
- Potichu – felolvassa: Boris Carloff, Richard Krajčo
- Národní třída – felolvassa: Hynek Čermák

### Zene[6]
- Kafka Band: Zámek (2014, CD, Supraphon)
- Jaromír 99 & The Bombers: Jaromír 99 & The Bombers (2007, CD, Indies Records)

## Magyarul megjelent művei

### Nemzeti sugárút
A bunyós Vandam a várossal, a közelmúlttal és a család démonaival vívott örök párbajáról mesél. Volt drogfüggő, és börtönben is ült. Lenyűgözi a hadtörténet, a törzshelyén szívesen móresre tanítja azt, akit kell. Büszke rá, hogy az 1989. novemberi tüntetésen a Národní třídán ő ütött először, kirobbantva ezzel a forradalmat”. Rudiš legújabb, valós események által inspirált kötete telitalálat. Durva, egyszersmind melankolikus történet a prágai panelvalóságról, amelyben az emberek és a házak dacolnak a természettel és az elkerülhetetlen véggel.
Rudiš kisregénye 2017 tavaszán jelent meg magyarul a Typotex Kiadó gondozásában, Peťovská Flóra fordításában, Sosity Beáta illusztrációival.
- Nemzeti sugárút. Magányos bunyósok klubja; ford. Flóra Peťovská; Typotex, Bp., 2017 (Typotex világirodalom)

## Díjak
- Jiří Orten-díj (2002, Nebe pod Berlínem)
- Alfred Radok-díj (2005, Léto v Laponsku)
- Magnesia Litera (2007, Grandhotel)
- Európai Filmdíj (2012, Alois Nebel)
- Usedomer Literaturpreis (2014)

## Fordítás
- Ez a szócikk részben vagy egészben  a   Jaroslav Rudiš című cseh Wikipédia-szócikk ezen változatának fordításán alapul.  Az eredeti cikk szerkesztőit annak laptörténete sorolja fel. Ez a jelzés csupán a megfogalmazás eredetét és a szerzői jogokat jelzi, nem szolgál a cikkben szereplő információk forrásmegjelöléseként.